# Abigail Masham, Baroness Masham
Abigail Masham, Baroness Masham (szül. Hill; kb. 1670 – 1734. december 6.) Anna brit királynő udvarhölgye, valamint Sarah Churchillnek, Marlborough hercegnéjének unokatestvére.

## Élete

### Korai évek
Abigail Hill a londoni kereskedő, Francis Hill és Elizabeth Hill (született Elizabeth Jennings) lányaként látta meg a napvilágot. Anyja, a későbbi Marlborough hercegné, Sarah Jennings nagynénje volt. Az apja spekulációi révén családja vagyonát elvesztette, és Abigailt arra kényszerítették, hogy Sir John Rivers szolgálójaként szolgáljon Kentben. 

### A királynő kegyence
1704-re a királynő belefáradt Sarah Churchill mind a bíróságtól, mind a politikai ügyektől való egyre gyakoribb távolléteibe. Jelentős különbség volt köztük, ugyanis Sarah a whigek pártját erősítette, míg Anna a toryk közé tartozott. Sarah azt akarta, hogy Anna királyné további whig minisztereket nevezzen ki, akiknek többsége támogatja Marlborough első hercegének a spanyol örökösödési háborújában folytatott hadjáratait. A királynő még a kegyence kedvéért sem volt hajlandó elhagyni az „egyházi pártot” (mivel a toryk közismertek voltak, és a vallás volt Anna legfőbb érdekeltsége). Nem érezte úgy, hogy Sarah és ő újból valódi barátokká válhatnának. Vallotta be Sidney Godolphinnak, a királyi főkincstárnoknak.
Mindez nem sokkal azután történt, hogy Abigail Hill elkezdte kiszorítani saját erőteljes és erélyes természetű nőrokonát Anne királynő kegyéből. Nem tudni azonban, hogy vajon Abigail tényleg bűnös-e Sarah, Marlborough hercegné által az ellene kikiáltott vádakban. Valószínű, hogy Abigailnek a királynő felett gyakorolt befolyása nem annyira az ő részéről zajló körmönfont cselszövések miatt, mintsem inkább a szelíd és nemes jellege és a hercegné erősebb indulata közötti ellentét miatt érvényesült: Sarah sok éves vitathatatlan befolyása talán végül elfogadhatatlanná vált a királynő számára.
A királynő új pártfogoltjának egyre növekvő támogatásáról 1707 nyarán érkezett meg Sarah Churchillhez. Megtudta, hogy Abigail Hill titokban házasságra lépett Samuel Mashammmal, a királynő háztartásának urával: a királynő jelen volt az esküvőn. Sarah aztán rájött, hogy Abigail egy ideje számottevő intimit viszonyt tartott fel a királynővel, amiről semmilyen utalás nem érkezett a hercegnéhez. Apja révén Abigail Robert Harley unokatestvére is volt (anyja Abigail Stephens nagymamájának unokahúga volt), és miután Harleyt 1708 februárjában elbocsátották hivatalából, segített neki a királynővel való bizalmas kapcsolatok fenntartásában.

## Fordítás
Ez a szócikk részben vagy egészben  az   Abigail Masham, Baroness Masham című angol Wikipédia-szócikk ezen változatának fordításán alapul.  Az eredeti cikk szerkesztőit annak laptörténete sorolja fel. Ez a jelzés csupán a megfogalmazás eredetét és a szerzői jogokat jelzi, nem szolgál a cikkben szereplő információk forrásmegjelöléseként.